# اشلی کوپر (تنیس‌باز)
اشلی کوپر (انگلیسی: Ashley Cooper؛ زاده ۱۵ سپتامبر ۱۹۳۶ – درگذشته ۲۲ مهٔ ۲۰۲۰) یک تنیس‌باز اهل استرالیا بود.